# Gaston's War
Gaston's War is een oorlogsfilm uit 1997 onder een regie van Robbe De Hert. Hoofdrollen worden gespeeld door Werner De Smedt, Mapi Galán en Stuart Laing. De film is gebaseerd op het leven van Gaston Vandermeerssche en het boek Gaston's War van auteur Allan Mayer.

## Synopsis
Verzetsheld Gaston Vandermeerssche smokkelt tijdens de Tweede Wereldoorlog twee Engelse gevechtspiloten naar Spanje. Zijn bezigheden worden overgedragen aan de Nazi's vandaar dat Gaston genoodzaakt is te vluchten naar Londen. Daarvoor moet hij een vluchtplan opstellen met de Allied Special Operations, maar zij hebben het te druk met de voorbereiding van een invasie in de Lage Landen.

## Rolverdeling
| Acteur           | Personage              |
| ---------------- | ---------------------- |
| Werner De Smedt  | Gaston Vandermeerssche |
| Mapi Galán       | Veronique              |
| Stuart Laing     | Harry                  |
| Oliver Windross  | Doug                   |
| Peter Firth      | Smith                  |
| Christian Crahay | Hachez                 |
| Olivia Williams  | Nicky                  |
| Lukas Smolders   | Louis                  |
| Clive Swift      | Generaal James         |
| Marilou Mermans  | boerin                 |
| René van Asten   | Anton van der Waals    |
| Sylvia Kristel   | Miep Visser            |
| Stefan Perceval  | Duits soldaat          |
| Gert-Jan Dröge   | Cohen                  |